# 島内剛一
島内 剛一（しまうち たかかず、1930年（昭和5年）8月10日 - 1989年（平成元年）12月19日）は日本の数学者。立教大学教授。専門は基礎論だが、揺籃期から成長期にあった日本のコンピュータ及びコンピュータ科学の発展にも広く関与し、パズル等への造詣も深かった。理学博士。コンピュータ科学に貢献しながらも、コンピュータ科学なんてものは無くて有るのはコンピュータだけ、という持論だったという。

## 略歴
- 1930年（昭和5年）8月10日 - 東京に生まれる。
- 1954年（昭和29年）東京大学理学部数学科を卒業。
- 東京教育大学理学部助手。
- 学位論文は、ALGOL 60の後継を目指して島内自身が数人の仲間と共に開発した算法言語「ALGOL N」[1]の設計について述べたもの[2]。
- 立教大学教授。
- 1989年（平成元年）12月19日 - 心不全のため死去。

## 著書等

### 単著
- 『数学の基礎』日本評論社〈日評数学選書〉、1971年。ISBN 978-4-535-60106-2。
- 『システムプログラムの実際』サイエンス社〈サイエンスライブラリ 情報電算機 11〉、1972年。
- 『プログラム言語論　ALGOL 60からALGOL Nへ』共立出版〈電子計算機基礎講座5〉、1972年。
- 『ルービック・キューブ免許皆伝』日本評論社、1981年3月。
  - 『ルービック・キューブと数学パズル』日本評論社〈数学ひろば〉、2008年5月。ISBN 978-4-535-78537-3。 - 『ルービック・キューブ免許皆伝』の復刊。

### 共著・編著・共編著
- 電子通信学会東京支部編 編『プログラム技術』電子通信学会、1968年。
- 筧捷彦、辻尚史共著『FORTRANの実際　文法からコンパイラまで』サイエンス社〈サイエンスライブラリ 情報電算機 12〉、1973年。
- 島内剛一ほか共著『コンパイラのうちとそと』共立出版、1979年3月。
- 浅本紀子『SPE　数学用ワープロ』岩波書店〈岩波ソフトウェアライブラリ〉、1990年1月。ISBN 4-00-140017-0。
  - 浅本紀子『SPE ver.2　数学用ワープロ』岩波書店〈岩波ソフトウェアライブラリ〉、1991年9月。ISBN 4-00-140031-6。
- 島内剛一ほか編 編『アルゴリズム辞典』共立出版、1994年9月。ISBN 4-320-02709-4。（序文より引用「辞典の構成と項目リスト，執筆候補者がほぼ固まった1989年12月に，委員長の島内先生が急逝された」）

### 論文・報告等
- 「LKの証明プログラミング」第1回プログラミングシンポジウム(1960) - TACを使い、LKの証明をコンピュータプログラムで行ったというもので、自動定理証明の世界的に見てもごく初期の実験である。59年秋頃からとりかかり、12月22日に初めて機械に掛けたがマニュアル不備が原因の1命令の修正を別として完璧だったという。翌1月に実験を完了した。『日本のコンピュータの歴史』（オーム社、1985）§6.1も参照のこと。